# D601 (Nord)
De D601 is een departementale weg in het Franse Noorderdepartement. De weg loopt van de grens met Pas-de-Calais via Duinkerke naar de grens met België. In Pas-de-Calais loopt de weg als D940 verder richting Calais en Parijs. In België loopt de weg verder als N39 richting Nieuwpoort.

## Geschiedenis
Oorspronkelijk was de D601 onderdeel van de N40, maar deze weg werd in 1972 toegevoegd aan de N1. Sindsdien had de weg het nummer N1.
In 2006 werd de weg overgedragen aan het Noorderdepartement, omdat de weg geen belang meer had voor het doorgaande verkeer vanwege de parallelle autosnelweg A16. De weg is toen omgenummerd tot D601.
In 2017 zijn wegenwerken begonnen om het gedeelte tussen Groot-Sinten en Duinkerke aantrekkelijker te maken voor voetgangers en fietsers. Na de werken zal de toegelaten snelheid op dit stuk verlaagd worden naar 50 km per uur.